# Armando Iannucci
Armando Giovanni Iannucci (28 de noviembre de 1963) es un productor de radio, escritor y director de cine satírico escocés.

## Biografía
Nacido en Glasgow de padre italiano y madre escocesa, Iannucci estudió en la universidad de Glasgow y después en literatura inglesa por la de Oxford, dejando su trabajo de graduación para un D.Phil. sobre John Milton para seguir una carrera en la comedia. Comenzó a trabajar en BBC Scotland y BBC Radio 4, siendo su primer trabajo en la serie radiofónica de Chris Morris On the Hour que pasó a la televisión como The Day Today. Un personajesde esta serie, Alan Partridge, creado en parte por Iannucci, ha aparecido en una serie de programas de radio y de televisión de Iannucci, incluyendo Knowing Me Knowing You with Alan Partridge y I'm Alan Partridge. 
Trabajó en programas de radio humorísticos en la BBC Radio 4. Para la televisión creó la comedia de situación The Thick of It en 2005, que fue emitida hasta 2012.

## Director de cine
En 2009 estrenó su primera película como director, In the Loop, donde también colaboró con el guion, que fue nominado al Oscar al mejor guion adaptado en los premios de 2010.
Esta película dio lugar a la serie estadounidense Veep, en 2012, de la que también fue guionista y dirigió algunos episodios. Ese año, le fue otorgada la Orden del Imperio Británico.
Su segundo largometraje es La muerte de Stalin, que trata sobre la lucha por el poder que siguió a la muerte de José Stalin en la URSS de 1953. Fue estrenada en octubre de 2017.